# Обсерватория Лии
Обсерватория Лии — астрономическая обсерватория, основанная в 1873 году в Бейруте, Ливан. Обсерватория принадлежит Американскому университету Бейрута. Является первой и старейшей астрономической обсерваторией на Ближнем Востоке, созданной в телескопическую эру.

## История обсерватории
Первым сотрудником обсерватории был доктор Корнелиус ван Дейк. Обсерватория была названа «Лии» в честь Генри Лии (англ. Henry Lee), богатого британского купца из Манчестера, который сделал значительные пожертвования для строительства обсерватории. В 1979 году астрономические наблюдения в обсерватории были прекращены.

## Инструменты обсерватории
- 12-дюймовый рефрактор
- 10-дюймовый рефлектор
- 3-дюймовый меридианный инструмент
- Спектрогелиоскоп
- Детектор космических лучей

## Направления исследований
- Астрономические наблюдения
- Метеорологические наблюдения

## Основные достижения
- Наблюдения солнечных пятен
- Карта неба со звездами до 5 зв. вел.

## Известные сотрудники
- Корнелиус ван Дейк (англ.[англ.])
- Оуэн Джинджерич (англ.[англ.])
- Мансур Jurdak